# Az 1956-os forradalom előzményei a kommunista blokkban

Az 1956-os magyar forradalmat megelőző kettő évben a Szovjetunió által megszállva tartott közép-európai országok közül háromban voltak jelentős tömegmegmozdulások.
A Kelet-Németországban, Csehszlovákiában és Lengyelországban kitört megmozdulásokat már az 1956-os forradalmat követően a magyar forradalom előzményeinek nevezte a Snagovi jegyzetekben a Romániába hurcolt Nagy Imre miniszterelnök.
A Kelet-Berlinben és a lengyel Poznańban vérontás árán elfojtott tiltakozásokat a munkások vezették és arra figyelmeztettek, hogy a Szovjetunió Kommunista Pártjának, az SZKP-nak szakítania kell a megszállt országok függetlenségét semmibe vevő, kizárólag az orosz nemzeti érdekeket figyelembe vevő, társadalmi kompromisszumokra képtelen sztálini politikával – írta Nagy Imre.
"Az SZKP Elnökségének felelőssége annál súlyosabb, mert az elmúlt három év folyamán több ízben voltak figyelmeztető események, amelyekre hallgatva és amelyekből a tanulságokat levonva, meg lehetett volna előzni a katasztrófát Magyarországon" – írta.
Nagy Imre az eseményekből azt a következtetést vonta le, hogy ha az SZKP és a kommunista kormányok nem lépnek a kompromisszum útjára, a kommunista blokk többi országa is hamarosan a magyar eseményekhez hasonló feszültségekkel lesz kénytelen szembenézni. Abban tévedett, hogy ez rövid időn belül nem történt meg, néhány évtizeddel később, a Szovjetunió meggyengülésével mégis bekövetkezett az általa megjósolt széthullás, amelynek előképe volt a magyar 1956 és az ezt megelőző és ezt követő tiltakozások a régióban.
Közvetlenül a magyar forradalom előhangjának három felkeltést tekinthetünk, az 1953-as kelet-német, az 1953-as csehszlovák, illetve az 1956-os lengyel tüntetéssorozat eseményeit.

## Jellemzők
Az 1956-os magyar forradalmat megelőző különféle tömegmegmozdulásoknak voltak olyan jellemzői, amely - függetlenül a részt vevők számától, illetve az esemény helyszínétől összehasonlíthatóak és egyezést mutatnak.
Az első ilyen jellemző, hogy ezek a megmozdulások elsődlegesen a keleti tömb azon államaiban voltak ahol erősnek minősíthető a katolikus, illetve a protestáns hatás. A keleti tömb ortodox többségű országaiban nem, vagy csak kis mértékű, esetleg magányos ellenzéki fellépés volt.
Megjelenik a társadalmi mozgalom elve. A társadalmi mozgalom közösség, vagy pedig közösségi vállalkozás; a szövetségbe tömörülő egyének osztoznak a dolgok állását illető közös elégedetlenségben, valamint egy jobb rend látomásában. Mint közösség, a társadalmi mozgalom egy olyan csoport, amely közös értékeket vall, és határozott célja van.
Ennek jellegzetessége:
- kampány: szervezett, folyamatos nyomás a hatóságokra valamely célért
- változatos eszköztár: petíciók, gyűlések, tüntetések, röplapok, egyesületek stb. (ilyenek előfordulnak más politikai mozgalmak eszköztárában is)
- érdemesség: józanság, rendes öltözet; hírességek és/vagy családok jelenléte
- egység: jelszavak, transzparensek, sorokban felvonulás, éneklés stb.
- tömegesség: utcákat megtöltő tömeg, több ezer személy aláírása stb.
- elkötelezettség: rossz idő elviselése, idősek jelenléte, ellenállás a hatalmi erőszaknak, önfeláldozás, adományok és más jótétemények

## Német Demokratikus Köztársaság, 1953. június
Az 1953-as keletnémet felkelés a kommunista rendszer elleni első népfelkelés volt, ami az Német Demokratikus Köztársaságban zajlott le 1953 júniusában. Június 16-án közel ezren tüntettek Berlinben a létfeltételek romlása miatt, és szabad választásokat követeltek. Az építőmunkások sztrájkja átterjedt az egész országra. Június 17-én több, mint 270 helyen zavargások törtek ki az NDK-ban. A 600 üzemben folytatott sztrájkokban közel 300-400 ezer ember vett részt. Kelet-Berlin mellett Magdeburg, Halle és Lipcse, valamint a Bitterfeld, Merseburg és Leuna közti iparvidék volt a sztrájkok központja. A tiltakozó tömegek szabad választásokat, a politikai foglyok szabadon bocsátását, és Németország egységének visszaállítását követelték. A megmozdulások ellen június 17-én 13 óra körül a szovjet megszálló hatalom kihirdette a szükségállapotot. Június 18-ra a helyzet normalizálódott. A megtorlás során mintegy 20 ezer személyt letartóztattak, 3 ezer főt börtönbüntetésre ítéltek. Közel 200 tüntető életét vesztette, 21 személyt pedig a statáriális bíróság ítélt halálra és kivégeztetett.

## Plzeň, 1953. június
Csehszlovákiában az 1948-as kommunista hatalomátvétel után a gazdasági hangsúly elsődlegesen a nehézipar fejlesztésére tolódott el. Különösen lényeges volt a fegyverkezés, valamint a mezőgazdaság kollektivizálása. Az elő nem készített intézkedések élelmiszerhiányhoz, valamint erős inflációhoz vezettek. A kormány válasza erre a helyzetre az áremelés, valamint egy olyan valutareform volt, amely az addig meglévő megtakarítások jelentős leértékelődéséhez vezethettek volna.
A reform bevezetésének híre gyorsan terjedt a plzeňi Skoda gyártelepén az éjszakai munkások között, akik reggel sztrájkba kezdtek, és úgy döntöttek, hogy bevonulnak a városközpontba. 1953. június 1-jén dél tájékán Plzeňben ezrek emeltek barikádokat az utcákon, elfoglalták a városházát, vörös zászlókat égettek, kommunista jelszavakat téptek le, mindemellett szabad választásokat, a kommunista uralom végét követelték.
Ezt követően betörtek a bíróság és az StB épületébe is, feldúlták, felgyújtották azt. Egyes helyi kommunisták és rendőrök is csatlakoztak a felkelőkhöz, 2000 diákkal egyetemben. A felkelésnek nem volt centrális vezetése, ennek okán a kormány által delegált rendőrök és katonák június 2-án leverték a felkelést. Feltehetőleg 220 ember sérült meg, és a felkelésnek nem lett halálos áldozata. A lázadás leverése után több száz személyt tartóztattak le, s azok súlyos büntetéseket kaptak.

## Poznań, 1956. június
Az 1956-os poznańi munkásfelkelés, más néven Poznań 1956 (lengyelül: Poznański Czerwiec) egy tömegfelkelés volt, a Lengyel Népköztársaságban, 1956. június 28 és 30. között. A tüntetések során a dolgozók jobb munkafeltételeket és a kormány távozását követelték. A tüntetés a Cegielski gyárból indult ki, s rövidesen tömeggyűléssé vált. A város központjában 28-án mindegy 100.000 fő gyűjt össze, a Közbiztonsági Minisztérium helyi kirendeltsége elé. A tömegre a Lengyel Néphadsereg mintegy 10000 katonája és nagyságrendben 400 tankja támadott rá, Stanislav Poplavsky vezetésével.
A halálos áldozatok száma 57 és 100 fő között volt, közöttük a tiltakozás leverésének arcává vált 13 éves Romek Strzałkowski. A felkelés hatására rövidesen távozott a hatalomból a párt addigi első titkára Edward Ochab és a vezetést Władysław Gomułka vette át.